# Tenzin Tsundue
Tenzin Tsundue (né à Manali en 1975) est un poète et écrivain tibétain vivant en Inde. Ancien prisonnier politique tibétain, il milite pour l'indépendance du Tibet. 

## Biographie
Tenzin Tsundue naît sur les chantiers routiers du nord de l'Inde où ses parents travaillent comme cantonniers après avoir fui le Tibet en 1959. 

### Études
Il est étudiant à l'université indienne de Chennai puis à celle de Bombay. 

### Emprisonnement
À peine diplômé, il gagne le Ladakh et traverse clandestinement la frontière chinoise. Arrêté, il est conduit à Lhassa et emprisonné. Il est relâché au bout de trois mois.

### Militantisme
En 2002, alors que Zhu Rongji est à Bombay, Tsundue grimpe la façade de l'hôtel de ce dernier et y déroule une énorme banderole : « Tibet libre! Chine dehors ! ».
En 2002, l'édition indienne du magazine de mode international Elle, le nomme, en même temps que le 14e dalaï-lama, parmi les 50 personnes les plus élégantes de l'Inde.
En 2005, il récidive avec le chef du gouvernement chinois, Wen Jiabao, et brandit devant la délégation chinoise le drapeau du Tibet indépendant. 
Craignant qu'il ne perturbe le voyage officiel du président Hu Jintao en 2006, la police indienne l'assigne à résidence. 

### Témoignage au Bureau des Affaires étrangères et du Commonwealth
En tant qu'ancien prisonnier politique tibétain, il témoigna, le 3 juillet 2006, au Bureau des Affaires étrangères et du Commonwealth, en Angleterre, à la suite du dépôt d'une plainte par le Comite de Apoyo al Tibet, la Casa del Tibet et Thubten Wangchen, concernant l'implication supposée de sept anciens dirigeants chinois, entre autres l'ancien président Jiang Zemin et l'ancien Premier ministre Li Peng, dans un prétendu génocide au Tibet. Toutefois, le 19 mai 2009, le Sénat espagnol a limité la loi de compétence universelle, celle-ci ne devant plus s'appliquer qu'à des cas impliquant des Espagnols ou à des suspects présents sur le territoire de l'Espagne,. Cependant, un des plaignants, Thubten Wangchen, étant un Tibétain en exil possédant la nationalité espagnole, la procédure suit son cours.

### Marche de retour au Tibet
En 2008, il participe à la « marche de retour au Tibet » coordonnée par Sherab Woeser et Lobsang Yeshi, vice-président du TYC,,. Tsundue la compara à la « marche du sel » initiée par Gandhi dont il s'inspire.

## Publications
Il a publié plusieurs livres en anglais, dont un traduit en français : 
- (en) Crossing the Border, l'auteur, 1999, 42 p.
- (en) Kora: Stories and Poems, TCV Alumni Association, 2006, 46 p. ; édition en français : Kora: Combat pour le Tibet', l'Harmattan, 2006,  (ISBN 2296004296 et 9782296004290)
- (en) Semshook. Essays on the Tibetan Freedom Struggle, Tibet Writes, 2008, 86 p.
- (en) Tsen-Göl: Stories and Poems of Resistance, l'auteur, 2012, 65 p.

Les écrits de Tsundue sont apparus aussi dans The International PEN, The Indian PEN, Sahitya Akademi's Indian Literature, The Little Magazine, Outlook, The Times of India, The Indian Express, Hindustan Times, Better Photography, The Economic Times, Tehelka, The Daily Star (Bangladesh), Today (Singapore), Tibetan Review et Gandhi Marg.

## Prix
Il a gagné, en 2001, le prix Outlook-Picador Award for Non-Fiction pour son recueil Crossing the Border.